# Харьков, Сергей Владимирович
Серге́й Влади́мирович Харько́в (род. 17 ноября 1970, Москва) — советский и российский гимнаст, трёхкратный олимпийский чемпион, чемпион мира, заслуженный мастер спорта СССР.

## Биография
Окончил Московский областной педагогический институт (1993). В 1997 году Сергей Харьков эмигрировал в Германию, где он стал чемпионом Германии 8 раз, как в абсолютном первенстве, так и на отдельных снарядах. Харьков женат, имеет 2 детей, живёт в Диллингене (Германия).

## Спортивные достижения
Олимпийские игры
| Год  | Абсолютное | Командное | Вольные упражнения | Конь | Кольца  | Опорный прыжок | Брусья  | Перекладина |
| ---- | ---------- | --------- | ------------------ | ---- | ------- | -------------- | ------- | ----------- |
| 1988 | 4 (кв.)    | 1         | 1                  | 12   | 5 (кв.) | 6              | 6 (кв.) | 15          |
| 1996 | 87         | 1         | 94                 |      | 12      | 10             | 8       | 14          |

Выступления на чемпионатах мира и Европы, первенствах СССР и России:
| Год  | Первенство       | Абсолютное | Командное | Вольные упражнения | Конь | Кольца | Опорный прыжок | Брусья | Перекладина |
| ---- | ---------------- | ---------- | --------- | ------------------ | ---- | ------ | -------------- | ------ | ----------- |
| 1988 | Чемпионат СССР   | 5          |           | 6                  |      | 2      | 2              | 6      | 5           |
| 1990 | Чемпионат Европы | 2          |           | 2                  | 3    | 7      | 6              | 5      | 5           |
| 1990 | Кубок СССР       | 1          |           |                    |      |        |                |        |             |
| 1991 | Чемпионат СССР   |            |           |                    |      | 3      |                | 4      | 1           |
| 1992 | Чемпионат Европы | 8          |           | 3                  |      | 5      | 6              | 6      |             |
| 1992 | Чемпионат СНГ    | 5          |           | 6                  |      | 1      | 8              | 7      | 1           |
| 1993 | Чемпионат мира   | 2          |           |                    |      |        | 5              | 7      | 1           |
| 1993 | Чемпионат России | 1          |           | 1                  |      | 2      | 2              | 1      | 3           |
| 1994 | Чемпионат России | 2          |           |                    |      |        |                |        |             |
| 1996 | Чемпионат Европы |            | 1         |                    |      |        |                |        | 5           |
| 1996 | Чемпионат России | 8          |           |                    |      | 2      |                | 5      |             |

## Награды
- Звание заслуженный мастер спорта СССР (1988).
- Орден Дружбы (6 января 1997 года) — за заслуги перед государством и высокие спортивные достижения на XXVI летних Олимпийских играх 1996 года[3].